# Battaglia di Haslach-Jungingen
La battaglia di Haslach-Jungingen è stata combattuta ad Haslach, in Germania, il 11 ottobre 1805.